# Muhammadnasay Kolaeh
Muhammadnasay Kolaeh (thailändisch มูฮำหมัดนาเซ กอและ, * 19. März 2000) ist ein thailändischer Fußballspieler.

## Karriere
Muhammadnasay Kolaeh stand bis Ende 2019 beim Pattani FC unter Vertrag. Mit dem Verein aus Pattani spielte er in der vierten thailändischen Liga, der Thai League 4, in der Southern Region. Ende der Saison wurde er mit Pattani Vizemeister der Region. Nach den  Aufstiegsspielen zur dritten Liga wurde man zweiter und stieg auf. Für Pattani absolvierte er 27 Viertligaspiele. Nach dem Aufstieg verließ er den Verein und schloss sich dem Erstligisten Ratchaburi Mitr Phol aus Ratchaburi an. Im Februar 2020 wechselte er auf Leihbasis zum Drittligisten Nonthaburi United S.Boonmeerit FC nach Nonthaburi. Der Verein spielte in der Bangkok Metropolitan Region. Am 1. Juli 2020 wechselte er ebenfalls auf Leihbasis zum Ligakonkurrenten Sukhothai FC nach Sukhothai. Sein Debüt in der ersten Liga, der Thai League, gab er am 20. September 2020 im Auswärtsspiel gegen den Trat FC. Hier wurde er in der 60. Minute für Kabfah Boonmatoon eingewechselt. Ende der Saison musste er mit dem Verein in die Zweite Liga absteigen. Nach vier Zweitligaspielen für Sukhothai wechselte er zur Rückrunde 2021/22 im Januar 2022 zum Erstligisten Suphanburi FC. Am Ende der Saison 2021/22 belegte er mit dem Verein aus Suphanburi den 16. Tabellenplatz und musste somit in die zweite Liga absteigen. Für den Absteiger bestritt er fünf Erstligaspiele. Nach dem Abstieg verließ er den Verein und schloss sich dem Zweitligaaufsteiger Uthai Thani FC an. Mit dem Verein aus Uthai Thani wurde er am Saisonende Tabellendritter und qualifizierte sich somit zu den Aufstiegsspielen zur ersten Liga. Hier konnte man sich im Finale gegen den Customs United FC durchsetzen und stieg in die erste Liga auf. Für Uthai Thani bestritt er 15 Ligaspiele. Nach Ende der Saison wurde sein Vertrag in Uthai Thani nicht verlängert. Im Januar 2024 unterschrieb er einen Vertrag beim Zweitligisten Suphanburi FC. Nach fünf Ligaspielen wechselte er im Juli 2024 zum Drittligisten Pattani FC. Mit dem Verein spielt er in der Southern Region der Liga.